# Dolina Pięciu Stawów w Bydgoszczy

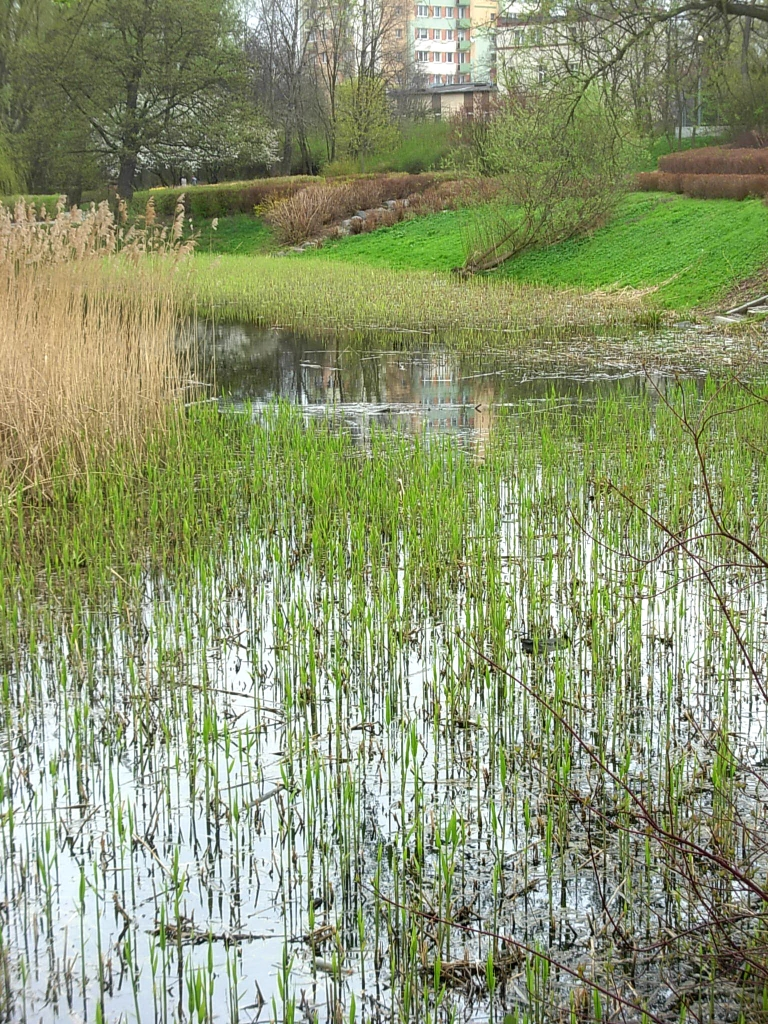
Wiosna w parku

Dolina Pięciu Stawów – park w Bydgoszczy, mieszczący połączone kaskadowo stawy. Używana powszechnie od początku istnienia nazwa parku została usankcjonowana dopiero Uchwałą Rady Miasta Bydgoszczy z 24 września 2014.

## Lokalizacja
Dolina Pięciu Stawów położona jest na osiedlu Szwederowo. Zajmuje teren o wymiarach 100 x 500 m, między ulicami: Orlą, Piękną, Stromą oraz kompleksem handlowym „Castorama”.

## Historia
Dolina Pięciu Stawów jest położona w dolince położonej na obszarze Zbocza Bydgoskiego, w której znajdował się ciek wodny. 
Na cieku tym prawdopodobnie już w okresie średniowiecza znajdowały się stawy, które pełniły funkcje retencyjne oraz gospodarcze, związane z czerpaniem wody do celów użytkowych i hodowlanych. W 1541 r., po zniszczeniu pierwszych miejskich wodociągów władze Bydgoszczy zleciły rurmistrzowi Walentemu z Bochni budowę nowego miejskiego ujęcia wody pitnej, z zastrzeżeniem, że woda nie może być pobierana z rzeki. Mistrz dostosowując się do żądań rady miejskiej poprowadził wodociąg z wydrążonych pni dębowych o średnicy wewnętrznej 15 cm i długości 3–5 m (ze złączami metalowymi) drogą Szubińską, pl. Poznańskim, ul. Poznańską i Długą do Zbożowego Rynku. Ujęcie wody stanowiły trzy stawy, istniejące do dzisiaj w rejonie ul. Pięknej, Orlej i Stromej, zlokalizowane ponad ówczesnym miastem, zapewniające grawitacyjny spad wody. Rury wodociągowe zostały doprowadzone do browarów na terenie całego miasta, niektórych domów oraz studni publicznych. Drewniane wodociągi i studnie miejskie przetrwały około 250 lat i dopiero pod koniec XVIII wieku rozpoczęto ich remontowanie, a z eksploatacji wyłączono je w wieku XIX. Przyczyną wyłączenia ujęcia z eksploatacji była systematycznie pogarszająca się jakość wody oraz zbyt mała wydajność źródła w obliczu rozrastającego się miasta.
Stawy zostały po raz pierwszy przedstawione topograficznie na mapie Schultza (1854–1855, 1:25000). W rejonie dzisiejszego parku widniało sześć niewielkich, połączonych kaskadowo zbiorników wodnych. W ich rejonie aż do końca XX wieku znajdował się obszar zieleni nieurządzonej. Fragmenty terenu znajdowały się w rękach prywatnych właścicieli.
W 2000 r. podczas negocjacji, związanych z budową hipermarketu Castorama w Bydgoszczy, uzgodniono, że firma handlowa sfinansuje budowę w tym miejscu parku miejskiego. Prace rekultywacyjne, obejmujące trzy stawy o powierzchni 0,5 ha i ich otoczenie przeprowadzono w latach 2001–2003 kosztem 1,32 mln zł. Prace polegały na usunięciu nagromadzonych przez lata odpadów, bagrowaniu dna zbiorników wodnych oraz usunięciu chaotycznie rozprzestrzeniającej się roślinności. Akweny otoczono alejkami spacerowymi, głazowiskami i nowymi nasadzeniami zieleni. W 2007 r. dokonano rekultywacji kolejnego stawu o powierzchni 0,15 ha, zaś w 2008 r. ostatniego położonego na wschód od ul. Orlej. Wykonano nowe aleje spacerowe, zasadzono drzewa (graby i klony), krzewy, założono trawniki. Utworzenie parku spowodowało zwiększenie atrakcyjności przyległych do niego terenów.
W latach 2003–2005 na obrzeżach parku zbudowano mini-osiedla mieszkaniowe, m.in. kompleks mieszkalny „Nad Doliną”. Na północnym obrzeżu znajdują się zabudowana poprzemysłowe „Fotonu”, które planowała zaadaptować Bydgoska Szkoła Wyższa. W latach 2018–2020 między ul. Orlą, Piękną i Kossaka powstał kompleks mieszkaniowy o nazwie „Perłowa Dolina”, w postaci kilku budynków połączonych galeriami w formie falistej; przy czym balkony znajdują się z każdej strony nowo powstałych obiektów. Realizacja ostatniej inwestycji, z głębokimi parkingami podziemnymi, spowodowała zanik wody w najwyższym stawie i obniżenie się jej poziomu w kolejnych zbiornikach. 
W pobliżu stawu znajduje się także wpisany do ewidencji zabytków podpiwniczony budynek przy ul. Orlej 66, charakterystyczny dla zabudowy podmiejskiej Bydgoszczy, obecnie w złym stanie technicznym.

## Charakterystyka
Dolina Pięciu Stawów stanowi zadbany obszar parkowy, uznawany za wzorcowy przykład zagospodarowania wód otwartych na terenie miasta. Pod tym względem obszar ten można porównać jedynie do stawów kaskadowych w Ogrodzie Botanicznym w Myślęcinku (fragment Leśnego Parku Kultury i Wypoczynku).
Park jest głównym obszarem spacerów i wypoczynku dla mieszkańców osiedli Szwederowo i Górzyskowo, popularnym miejscem dla wędkarzy oraz dzieci i młodzieży.

## Galeria
Wiosna

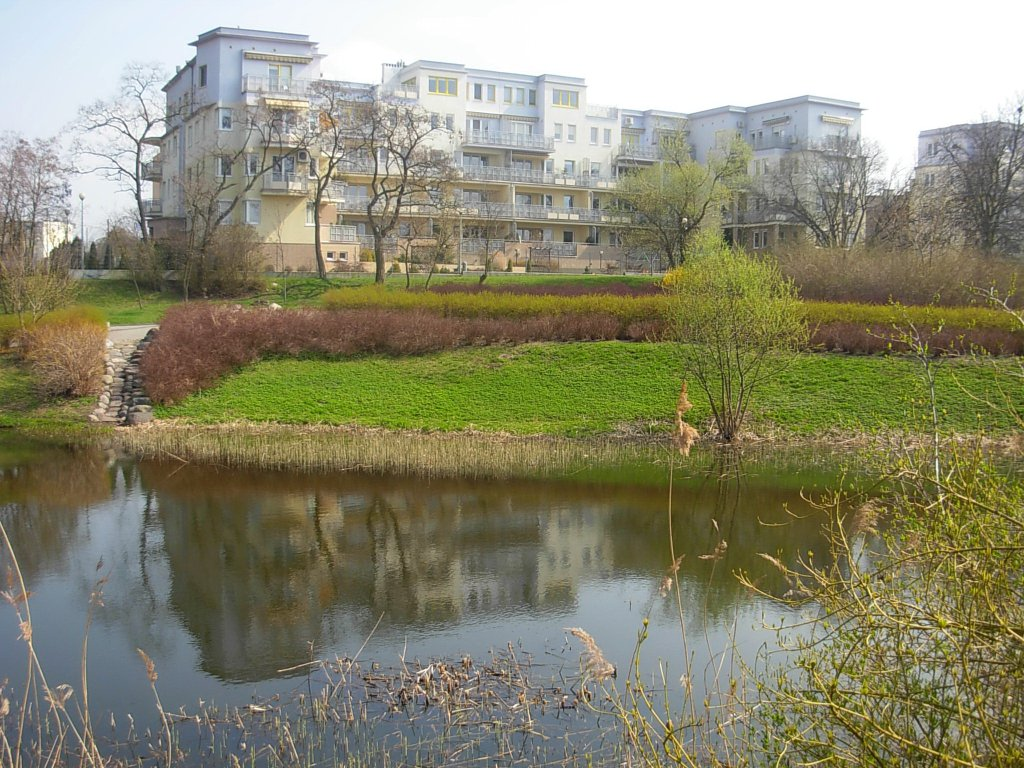
Kompleks mieszkalny „Nad Doliną”
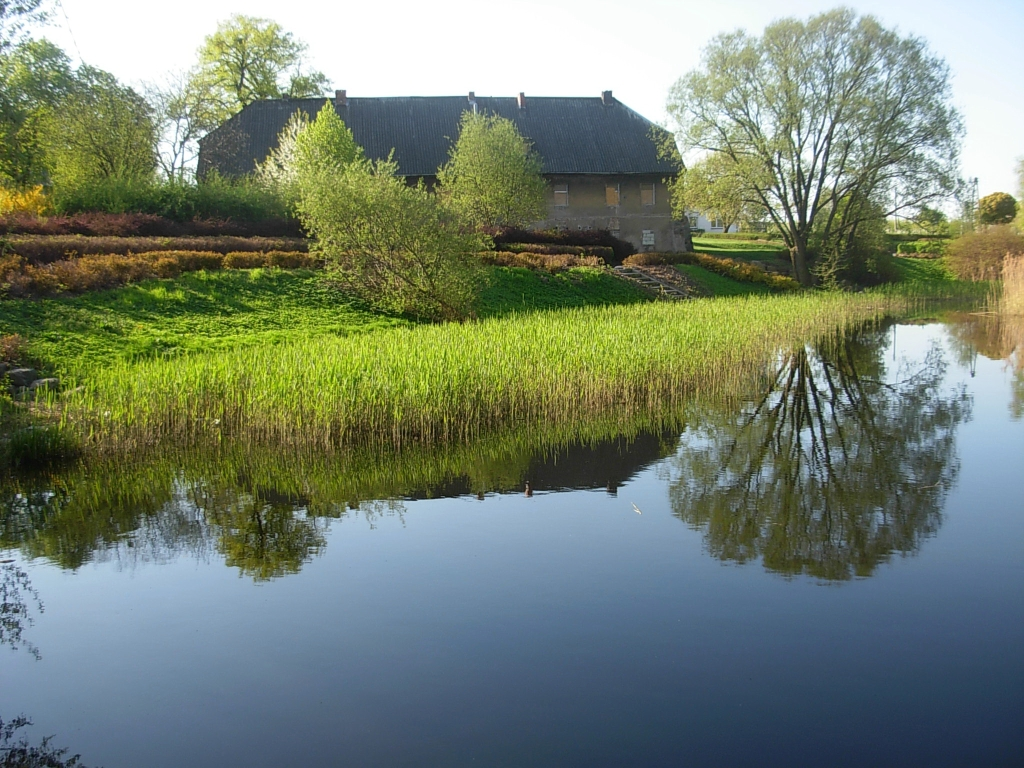
dawny dwór folwarku Goryczkowo
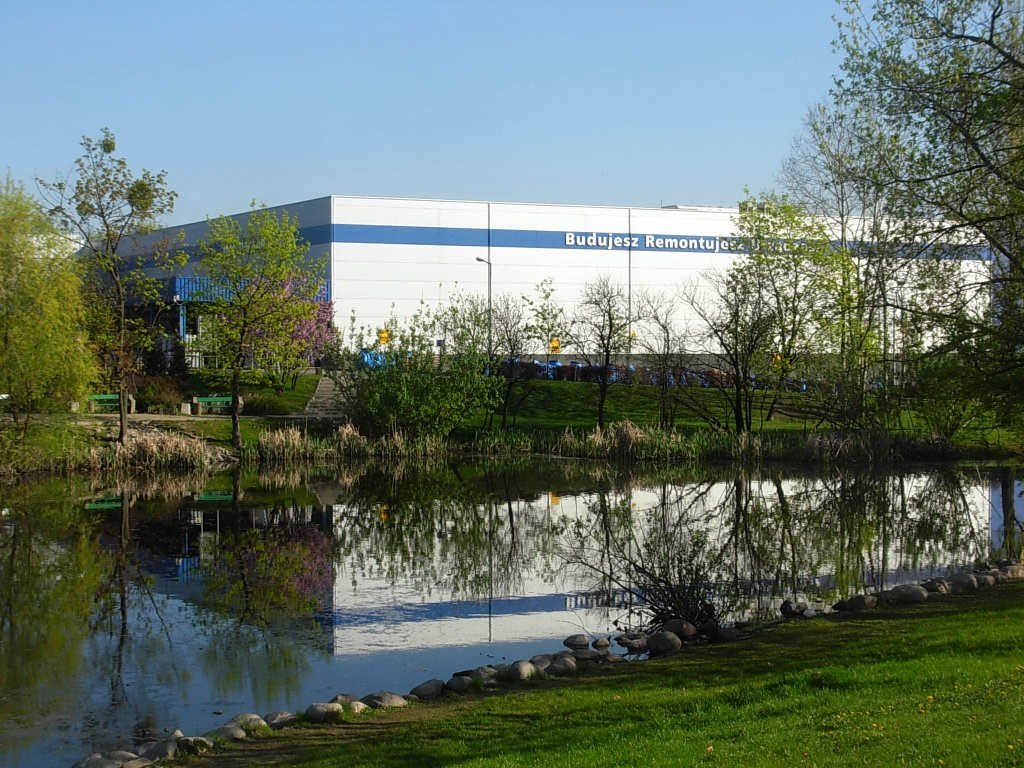
Staw pierwszy
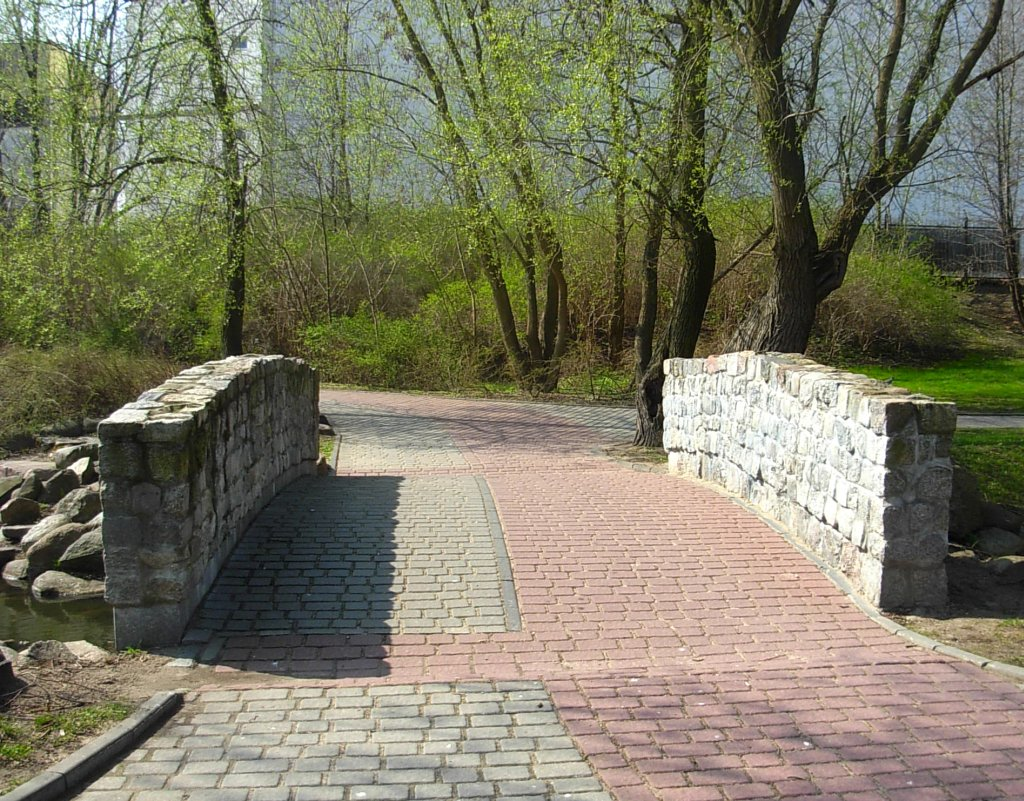
Mostek
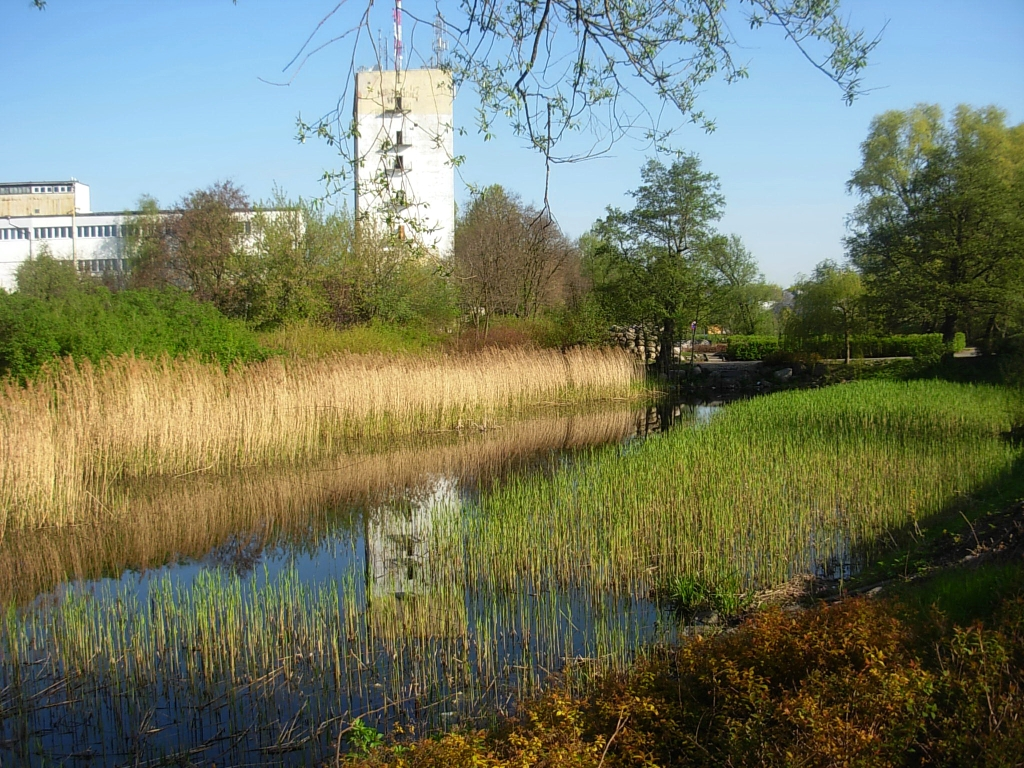
Staw drugi
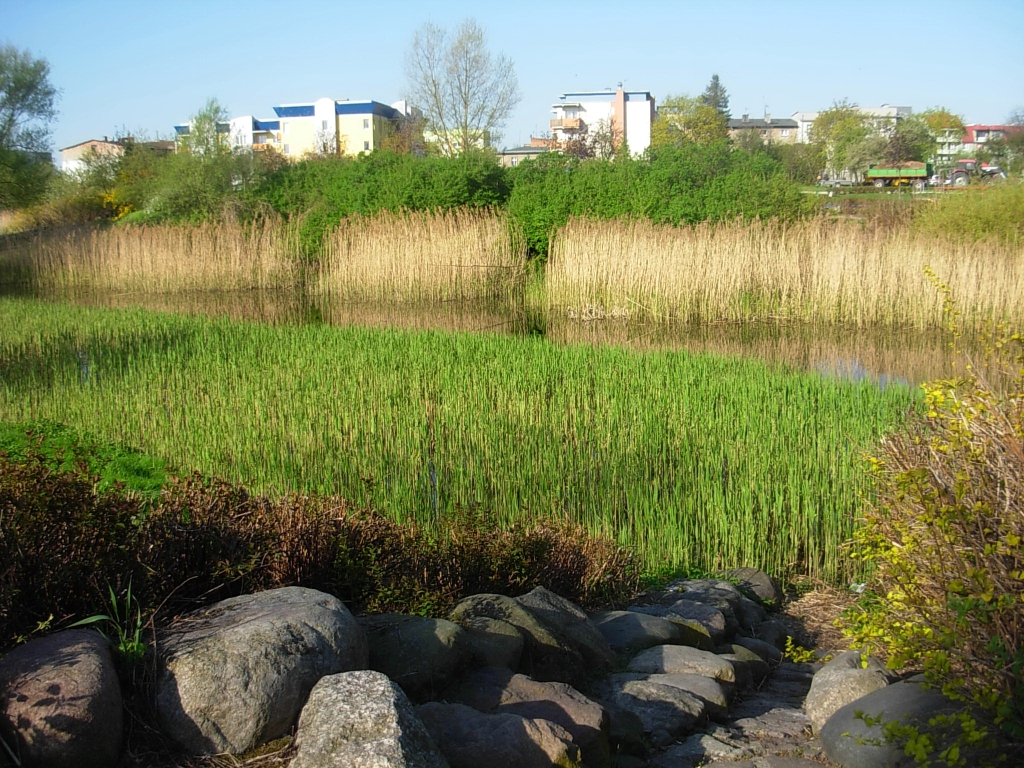
Staw trzeci
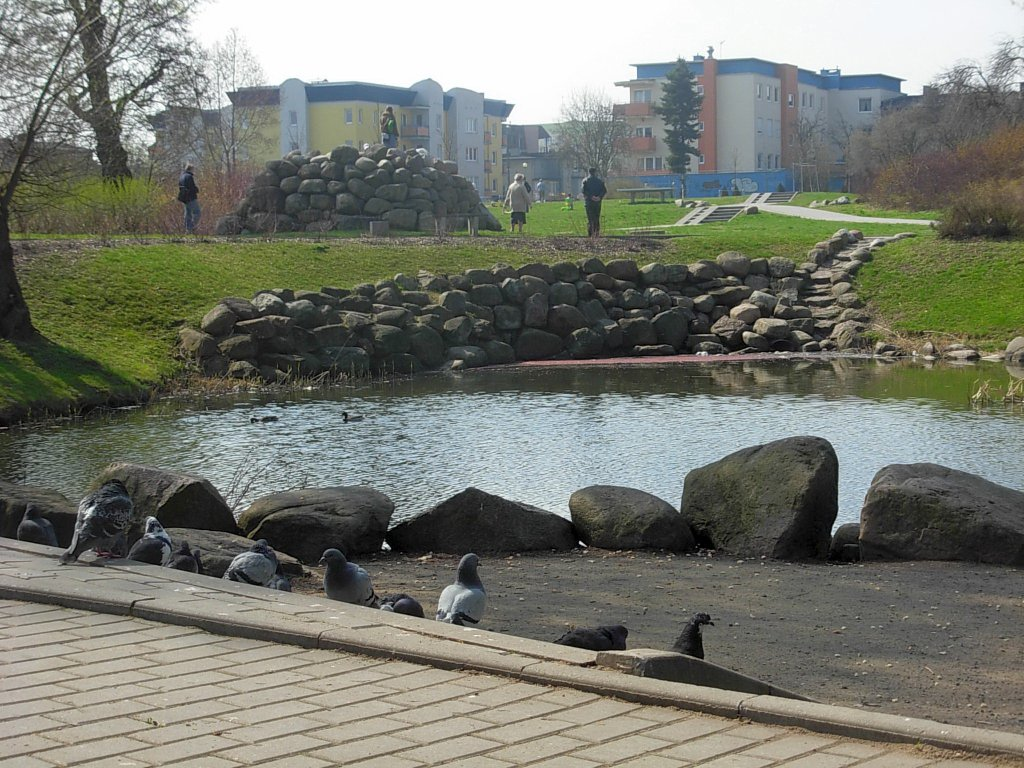
Głazowiska
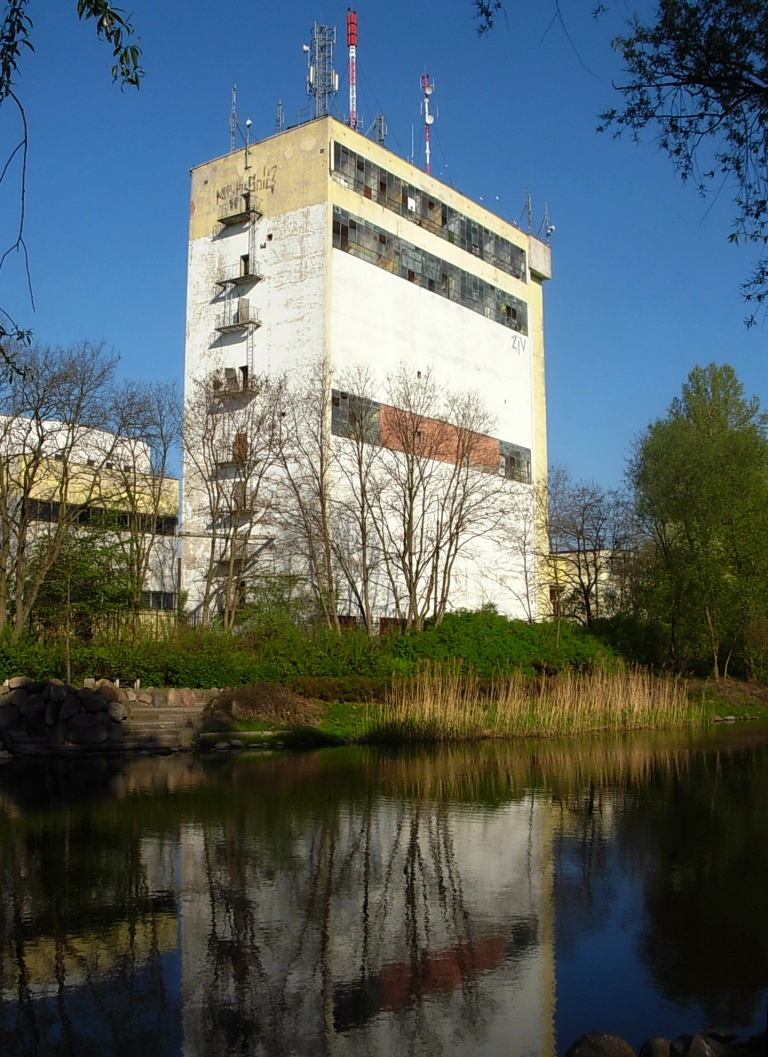
Zabudowa dawnego Fotonu